# 吉野川市立中村小学校
吉野川市立中村小学校（よしのがわしりつ なかむらしょうがっこう）は、徳島県吉野川市美郷字東條にあった公立小学校。
1990年（平成2年）4月1日より休校。

## 概要

### 校歌
- 作詞・作曲: 渡部正勝

## 沿革
- 1881年（明治14年）3月27日 - 中村山尋常小学校を創立。
- 1941年（昭和16年） - 中枝村中村山国民学校と改称。
- 1947年（昭和22年） - 中枝村立中村山小学校と改称。
- 1955年（昭和30年） - 美郷村立中村山小学校と改称。
- 1990年（平成2年） - 休校となる。